# Hydrocyphon deflexicollis
Hydrocyphon deflexicollis is een keversoort uit de familie moerasweekschilden (Scirtidae). De wetenschappelijke naam van de soort werd in 1821 gepubliceerd door Philipp Wilbrand Jacob Müller.